# Mallada adamsi
Mallada adamsi is een insect uit de familie van de gaasvliegen (Chrysopidae), die tot de orde netvleugeligen (Neuroptera) behoort. 
Mallada adamsi is voor het eerst wetenschappelijk beschreven door New in 1980.